# Hoplitis imperfecta
Hoplitis imperfecta là một loài Hymenoptera trong họ Megachilidae. Loài này được Provancher mô tả khoa học năm 1896.